# Pierre-André Rieben
Pierre-André Rieben, né le 10 mars 1941, est un enseignant et écrivain vaudois.

## Biographie
Après des études de droit, il entreprend des études de lettres à l'Université de Lausanne et rédige une thèse intitulée Délires romantiques (1989). Docteur ès lettres de l'Université de Zurich, il est maître assistant à l'Université de Lausanne et enseigne dans un gymnase lausannois. 
Ses premiers textes, des critiques et des créations littéraires, ont paru dans la Revue de Belles-Lettres.
Il a publié deux récits à L'Âge d'Homme : Les piétons téméraires (1992) et Les anges de pierre (1995)

## Sources
- « Pierre-André Rieben », sur la base de données des personnalités vaudoises sur la plateforme « Patrinum » de la Bibliothèque cantonale et universitaire de Lausanne.
- A.-L. Delacrétaz, D. Maggetti, Écrivaines et écrivains d'aujourd'hui, p. 326
- R. Francillon, Histoire de la littérature en Suisse romande, vol. 4, p. 221-222, 453
- A D S - Autorinnen und Autoren der Schweiz - Autrices et Auteurs de Suisse - Autrici ed Autori della Svizzera
- Bibliomedia - Rieben Pierre-André